# Fallås
Fallås eller Smäcklås kallas sådan lås i dörrar där det inte krävs att man vrider om låset med en nyckel för att stänga utan när dörren skjuts till så stängs låset och det går då att utan nyckel bli utelåst.
Den vanliga standardlåset på ytterdörrar i Sverige var länge av denna typ, där en knapp vid låset kunde tillåta eller förhindra automatisk igenlåsning vid stängning.